# Steve Hromjak
Stephen "Steve" Hromjak (Cleveland, 25 d'abril de 1930) és un ciclista estatunidenc, ja retirat, que va córrer com amateur. Va competir principalment en les curses de sis dies i va participar en dues proves als Jocs Olímpics de 1952. El 1952 es proclamà campió dels Estats Units en ruta.

## Palmarès
- 1952
  -  Campió dels Estats Units en ruta
- 1958
  - 1r als Sis dies de Cleveland (amb John Tressider i Edward Vandevelde)